# نیوتن (جورجیا)
نیوتن، جورجیا (به انگلیسی: Newton, Georgia) یک شهر در ایالات متحده آمریکا با جمعیت ۶۵۴ نفر است که در جورجیا واقع شده‌است.

## موقعیت جغرافیایی
موقعیت جغرافیایی شهرها و مناطق اطراف به شرح زیر است: